# Yamada Takuya
Yamada Takuya (sinh ngày 24 tháng 8 năm 1974) là một cầu thủ bóng đá người Nhật Bản.

## Đội tuyển bóng đá quốc gia Nhật Bản
Yamada Takuya thi đấu cho đội tuyển bóng đá quốc gia Nhật Bản từ năm 2003 đến 2004.

## Thống kê sự nghiệp
| Đội tuyển bóng đá Nhật Bản | Đội tuyển bóng đá Nhật Bản | Đội tuyển bóng đá Nhật Bản |
| Năm                        | Trận                       | Bàn                        |
| -------------------------- | -------------------------- | -------------------------- |
| 2003                       | 1                          | 0                          |
| 2004                       | 3                          | 0                          |
| Tổng cộng                  | 4                          | 0                          |